# Кона (Ферара)
Кона (итал. Cona) је насеље у Италији у округу Ферара, региону Емилија-Ромања.
Према процени из 2011. у насељу је живело 1118 становника. Насеље се налази на надморској висини од 8 м.